# Проспект Реформи

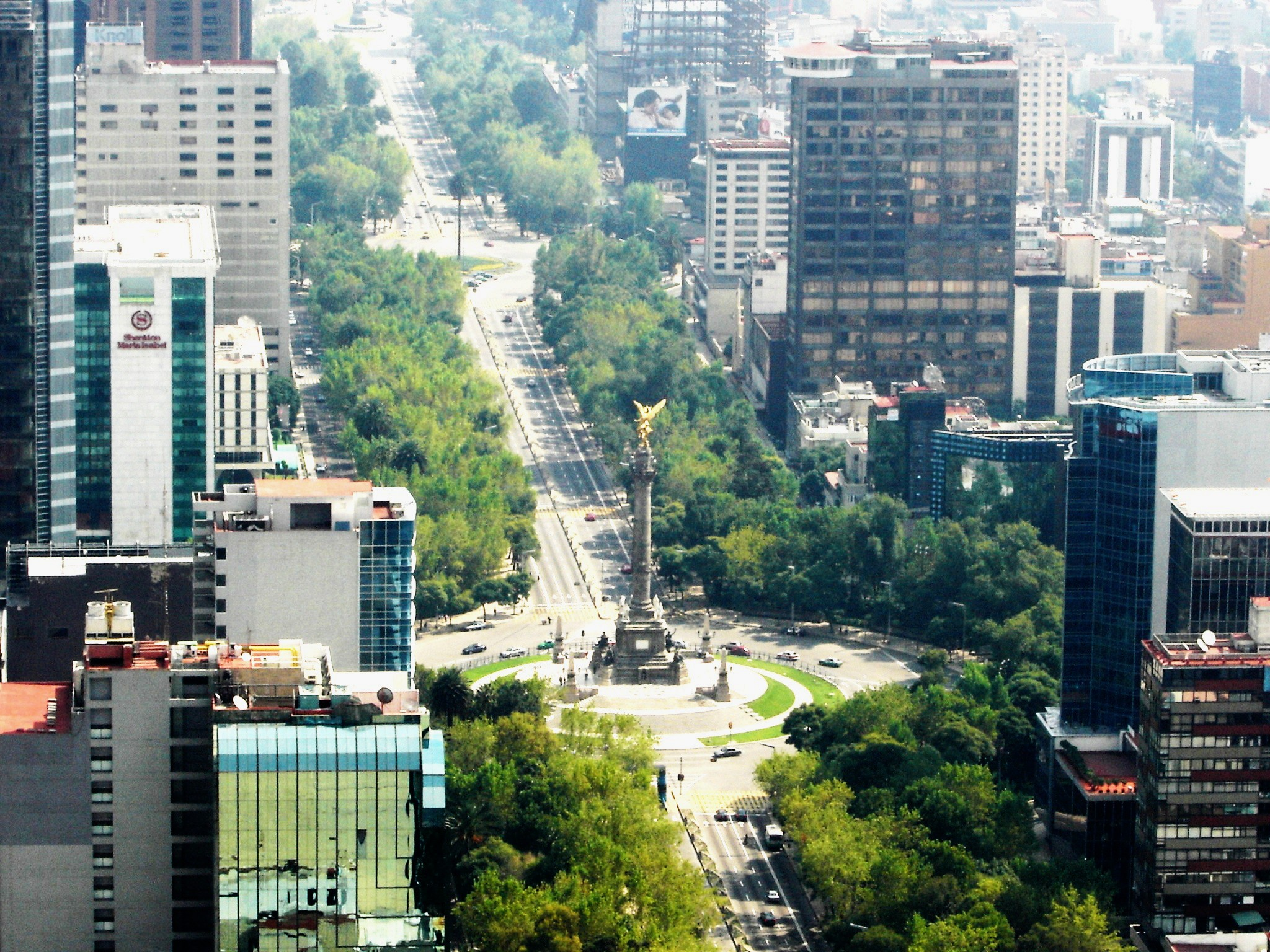
Пасео-де-ла-Реформа
Ангел незалежності

Пасео-де-ла-Реформа (ісп. Paseo de la Reforma) — головний проспект у Мехіко. Його довжина 12 км, назва перекладається як «бульвар перетворень» (маються на увазі реформи Беніто Хуареса). Головна визначна пам'ятка проспекту — колона «Ангел незалежності».
Проспект створено в 60-х роках XIX століття за часів імператора Максиміліана і спочатку називався авеню Імператриці, на честь дружини монарха. Його спроектовано за зразком великих бульварів Європи (наприклад, Єлисейських полів).
Проспект проходить від парку Чапультепек, поруч з Торре-Майор (у 2003—2010 роках — найвища будівля в Латинській Америці) і продовжується через квартал Zona Rosa, проспект Хуареса і проспект Франциска I до вулиці Мадеро.